# 小田川肇
小田川 肇（おだがわ はじめ、1976年12月20日 -）は、日本の元NHKアナウンサー、元国会議員政策担当秘書。

## 来歴・人物
詳細は基礎情報参照。国際基督教大学高等学校を経て慶應義塾大学環境情報学部を卒業後、1999年にアナウンサーとしてNHK入局。鹿児島、静岡両局に勤務の後、2008年夏の人事異動で本部国際放送局へ配置転換し、NHKワールドの担当となった。
同年NHKを退職し、フランスへ留学。帰国後、第45回衆議院議員総選挙への立候補を表明し一足早くNHKを辞めていた先輩アナウンサーだった斉木武志を2009年6月から支援し、斉木当選後は政策秘書を務めるも、2010年に公募で駐日アメリカ合衆国大使館に転職（広報・文化交流部）。2014年より1年間、ハーバードケネディスクールに留学した。2016年夏、駐日アメリカ合衆国大使館から（任期付）外務省職員に転職。その後、外務省経験者採用枠で採用され、2020年夏より在チェンナイ日本国総領事館に勤務した後、2023年4月より外務省本省に勤務。
趣味はウィンドサーフィン。

## アナウンサー時代の出演番組
- ニュース
- さきドリ!情報600（キャスター）
- たっぷり静岡（キャスター）
- ここはふるさと 旅するラジオ（2007年7月2日〜7月5日）